# Commissariat aux langues officielles
Le Commissariat aux langues officielles est un commissariat du gouvernement canadien responsable de la promotion de la Loi sur les langues officielles, votée en 1969, et de travailler à l'atteinte de ses objectifs. Sa genèse s'incarne avec la Commission Laurendeau-Dunton, du nom de ses co-présidents André Laurendeau, ex-rédacteur-en-chef du journal  Le Devoir et du recteur de Carleton University Davidson Dunton.

## Historique
La Loi sur les langues officielles, mise à jour en 1988, crée ce commissariat et son commissaire, qui est nommé au poste pour une période de sept ans. Sa mission comporte trois objectifs principaux : assurer l'égalité de l'anglais et du français au sein du gouvernement du Canada et des institutions sujettes à la Loi ; préserver et développer les communautés de langues officielles ; et assurer l'égalité de l'anglais et du français dans la société canadienne.
Le premier titulaire du poste a été Keith Spicer. Ont suivi Max Yalden (de 1977 à 1984), D'Iberville Fortier (de 1984 à 1992), Victor Goldbloom (de 1992 à 1999). Avec M. Fortier s'installa le principe de l'alternative des commissaires francophones et anglophones. De 1999 à 2006, la commissaire aux langues officielles fut la Franco-ontarienne Dyane Adam. Le 13 septembre 2006, le Premier ministre Stephen Harper proposa et obtint la nomination de Graham Fraser pour la remplacer. Il avait précédemment demandé à Dyane Adam de prolonger son mandat de quelques mois, le temps de lui trouver un successeur. Fraser obtint une prolongation de mandat de trois ans en 2013 (jusqu'en 2016). S'ensuivit une période d'intérim incarné par Ghislaine Saikaley, en 2017. Le Franco-Manitobain Raymond Théberge lui a succédé pour de bon, entrant en poste en janvier 2018.

## Enquête sur le mode de calcul des statistiques canadiennes
À la suite de la polémique et de la plainte contre le mode de calcul actuel défavorable aux Francophones, déposée par la Société franco-manitobaine, Graham Fraser commissaire aux langues officielles du Canada, a lancé une enquête sur la façon dont le gouvernement du Canada compte les Francophones vivant en milieu minoritaire, à la suite du dépôt d'une plainte par la Société franco-manitobaine (SFM). Selon cette dernière, la définition fédérale de « francophone » est périmée et des changements s'imposent. Daniel Boucher, Directeur-Général de la SFM déclare : « Le calcul administratif ne reflète pas la réalité des familles exogames (où seulement un des parents est francophone) dont les membres sont bilingues et qui déclarent à la fois l'anglais et le français comme langue maternelle, mais où la langue du foyer est l'anglais. Un nombre important d'immigrants francophones ayant une autre langue comme langue maternelle sont également exclus par les données fédérales. Les individus de ces foyers peuvent travailler et fréquenter une école de la minorité et utiliser des services (fédéraux) en français, sans toutefois être identifié comme francophones par Statistique Canada. Comble de l'ironie, le président de la SFM, Mamadou Ka, n'est pas reconnu comme francophone par le gouvernement fédéral ». Ainsi Statistique Canada évalue à quelque 542 000 personnes la taille de la population francophone de l'Ontario en 2011 ; alors que selon un autre mode de calcul, la province ontarienne serait peuplée de 611 500 Franco-Ontariens, soit un écart de près de 70 000 personnes. Le mode de calcul actuel permettrait ainsi de tels écarts entre la réalité linguistique du pays et les statistiques officielles.

## Prix d'excellence – Promotion de la dualité linguistique
En 2009, le commissaire Graham Fraser a créé le Prix d'excellence – Promotion de la dualité linguistique. Le prix est remis annuellement par le Commissariat aux langues officielles à une personne ou une organisation au Canada qui n'est pas assujettis à la Loi sur les langues officielles, mais dont le leadership a favorisé  le renforcement de la dualité linguistique au Canada ou à l’étranger, ou contribué au développement des communautés de langue officielle en situation minoritaire.

## Les commissaires aux langues officielles du Canada
- Keith Spicer, 1970–1977
- Maxwell Yalden, 1977–1984
- D'Iberville Fortier, 1984–1991
- Victor C. Goldbloom, 1991–1999
- Dyane Adam, 1999–2006
- Graham Fraser, 2006–2016
- Ghislaine Saikaley (interimaire), 2016-2018
- Raymond Théberge, 2018-[4]